# Camelia Diaconescu
Pour les articles homonymes, voir Diaconescu.
Camelia Diaconescu, née le 2 février 1963 à Văleni (Roumanie), est une ancienne rameuse roumaine. Elle est médaillée d'argent aux Jeux de 1984.

## Carrière
Camelia Diaconescu est médaillée d'argent en huit aux Jeux de 1984. Elle est également double médaillée de bronze en huit aux Mondiaux de 1986 et 1985.

## Palmarès

### Jeux olympiques
- Jeux olympiques d'été de 1984 à Los Angeles ( États-Unis) :
  -  médaille d'argent en huit

### Championnats du monde
- Championnats du monde 1986 à Nottingham ( Royaume-Uni) :
  -  médaille de bronze en huit
- Championnats du monde 1985 à Hazewinkel ( Belgique) :
  -  médaille de bronze en huit